# Elies Mahmoud
Elies Mahmoud, né le 10 février 2001 à Dreux (France), est un footballeur français évoluant au poste d'ailier droit au Randers FC.

## Biographie

### En club
Né à Dreux (Eure-et-Loir), Elies Mahmoud est formé en France, notamment à La Berrichonne de Châteauroux où il évolue en catégories de jeunes avant de rejoindre Le Havre AC en mai 2020, avec qui il signe un contrat de stagiaire pro.
Il joue 16 matchs durant sa première saison au sein d'un groupe professionnel et signe des performances qui convainquent Paul Le Guen et le club normand de lui offrir un premier contrat de trois ans jusqu'à 2024. La saison suivante est plus compliquée, il alterne les apparitions avec le groupe professionnel et la réserve. Toutefois, avec l'arrivée de Luka Elsner à la tête du club en juin 2022, il est de nouveau convoqué dans le groupe professionnel et apparaît régulièrement sur le terrain en Ligue 2. Il dispute trente-et-une rencontres avec Le Havre et est sacré champion de France de Ligue 2 avec son club en 2023.
À la suite de ce premier titre remporté en professionnel, il s'engage avec le FC Stade Lausanne Ouchy, tout juste promu en Super League suisse.
Il devient donc un élément essentiel de son équipe avec plusieurs buts et passes décisives. A son jeune âge il va donc solliciter plusieurs clubs à la suite de sa saison en Suisse notamment au côté de Ismaël Gharbi son nouveau coéquipier provenant du PSG.

## Statistiques
| Saison                | Club                  | Championnat           | Championnat | Championnat | Championnat | Coupe(s) nationale(s) | Coupe(s) nationale(s) | Coupe(s) nationale(s) | Total | Total | Total |
| Saison                | Club                  | Division              | M.          | B.          | P.d.        | M.                    | B.                    | P.d.                  | M.    | B.    | P.d.  |
| 2020-2021             | Le Havre AC           | Ligue 2               | 15          | 4           | 1           | 1                     | 0                     | 0                     | 16    | 4     | 1     |
| 2021-2022             | Le Havre AC           | Ligue 2               | 5           | 0           | 0           | 1                     | 0                     | 0                     | 6     | 0     | 0     |
| 2022-2023             | Le Havre AC           | Ligue 2               | 31          | 0           | 2           | 1                     | 1                     | 0                     | 32    | 1     | 2     |
| Sous-total            | Sous-total            | Sous-total            | 51          | 0           | 3           | 3                     | 1                     | 0                     | 54    | 1     | 3     |
| 2023-2024             | Stade Lausanne Ouchy  | Super League          | 32          | 5           | 5           | 2                     | -                     | -                     | 34    | 5     | 5     |
| Total sur la carrière | Total sur la carrière | Total sur la carrière | 73          | 10          | 7           | 5                     | 1                     | 0                     | 78    | 11    | 7     |

## Palmarès
- Le Havre AC
  - Champion de France de Ligue 2 en 2023